# Збірна Литви з хокею із шайбою
Збірна Литви з хокею із шайбою (лит. Lietuvos vyrų ledo ritulio rinktinė) — національна збірна команда Литви, яка представляє свою країну на міжнародних змаганнях з хокею. Управління збірною здійснюється Федерацією хокею Литви.
На сьогодні в світовому рейтингу ІІХФ команда посідає 24-у сходинку.
Збірна Литви жодного разу не виступала на Олімпійських іграх.

## Виступи на чемпіонатах світу
- 1995 — 2-е місце Група C2
- 1996 — 1-е місце Група D
- 1997 — 8-е місце Група C
- 1998 — 3-є місце Група C
- 1999 — 3-є місце Група C
- 2000 — 4-е місце Група C
- 2001 — 6-е місце Дивізіон I, Група A
- 2002 — 1-е місце Дивізіон II, Група B
- 2003 — 6-е місце Дивізіон I, Група A
- 2004 — 1-е місце Дивізіон II, Група B
- 2005 — 5-е місце Дивізіон I, Група B
- 2006 — 2-е місце Дивізіон I, Група B
- 2007 — 5-е місце Дивізіон I, Група B
- 2008 — 4-е місце Дивізіон I, Група B
- 2009 — 4-е місце Дивізіон I, Група A
- 2010 — 5-е місце Дивізіон I, Група A
- 2011 — 5-е місце Дивізіон I, Група В
- 2012 — 5-е місце Дивізіон I, Група В
- 2012 — 5-е місце Дивізіон I, Група В
- 2013 — 5-е місце Дивізіон I, Група В
- 2014 — 3-є місце Дивізіон I, Група В
- 2015 — 3-є місце Дивізіон I, Група В
- 2016 — 3-є місце Дивізіон I, Група В
- 2017 — 3-є місце Дивізіон I, Група В
- 2018 — 1-е місце Дивізіон I, Група В
- 2019 — 6-е місце Дивізіон ΙА
- 2022 — 3-є місце Дивізіон ΙА
- 2023 — 6-е місце Дивізіон ΙА
- 2024 — 2-е місце Дивізіон IB
- 2025 — 1-е місце Дивізіон IB

## Відомі гравці
- Піюс Рулевічюс
- Дайнюс Зубрус